# Stephen Pearlman
 (novembre 2024).
Pour les articles homonymes, voir Pearlman.
Stephen Pearlman est un acteur américain né le 26 février 1935 à Brooklyn, New York (États-Unis) et mort le 30 septembre 1998 à New York (New York).

## Filmographie

### Cinéma
- 1973 : The Iceman Cometh de John Frankenheimer : Chuck Morelo
- 1973 : Serpico : Desk sergeant
- 1977 : Audrey Rose : Russ Rothman
- 1977 : Le Toboggan de la mort (Rollercoaster) : Bert Lyons
- 1978 : American Hot Wax : Peter Overmyer
- 1980 : Xanadu : Foreman
- 1990 : Green Card : Mr Adler
- 1991 : Saying Kaddish : Jack
- 1992 : My New Gun : Al Schlyen
- 1993 : Les Veuves joyeuses (The Cemetary Club) : Rabbin
- 1994 : Quiz Show : juge Schweitzer
- 1995 : Animal Room (en) : Principal Jones
- 1995 : Une journée en enfer (Die Hard: With a Vengeance) : Dr Fred Schiller
- 1996 : Le Club des ex (The First Wives Club) : Mr Christian
- 1997 : Parties intimes (Private Parts) : Couple Looking for Apartment
- 1997 : Commandements (Commandments) : rabbin
- 1998 : Pi : Rabbin Cohen
- 1998 : L'Homme qui murmurait à l'oreille des chevaux (The Horse Whisperer) : David Gottschalk
- 2000 : Fear of Fiction : Mr Basketball Head

### Télévision
- 1976 : Future Cop : Dorfman
- 1976 : Return to Earth : Dr. Hotfield
- 1977 : Corey: For the People : Nick Wolfe
- 1978 : A Question of Guilt : Herman Golub
- 1978 : Husbands, Wives & Lovers (en) : Murray Zuckerman
- 1978 : De parfaits gentilshommes (Perfect Gentlemen) : Murray Rosenman
- 1979 : Vous ne l'emporterez pas avec vous (You Can't Take It with You) : Mac
- 1980 : Ethel Is an Elephant : Prosecutor
- 1984 : Celebrity : Arnie Beckman
- 1986 : Une affaire meurtrière : Martin Prager
- 1986 : Trapped in Silence : Dr. Rosenthal
- 1990 : Innocent coupable (Criminal Justice) : juge Ratner
- 1991 : Hyde in Hollywood : Hock
- 1991 : A Woman Named Jackie : City Editor
- 1993 : The Whole Shebang : un professeur
- 1995 : Love and Betrayal: The Mia Farrow Story : Elkan Abramowitz